# Bình Âm

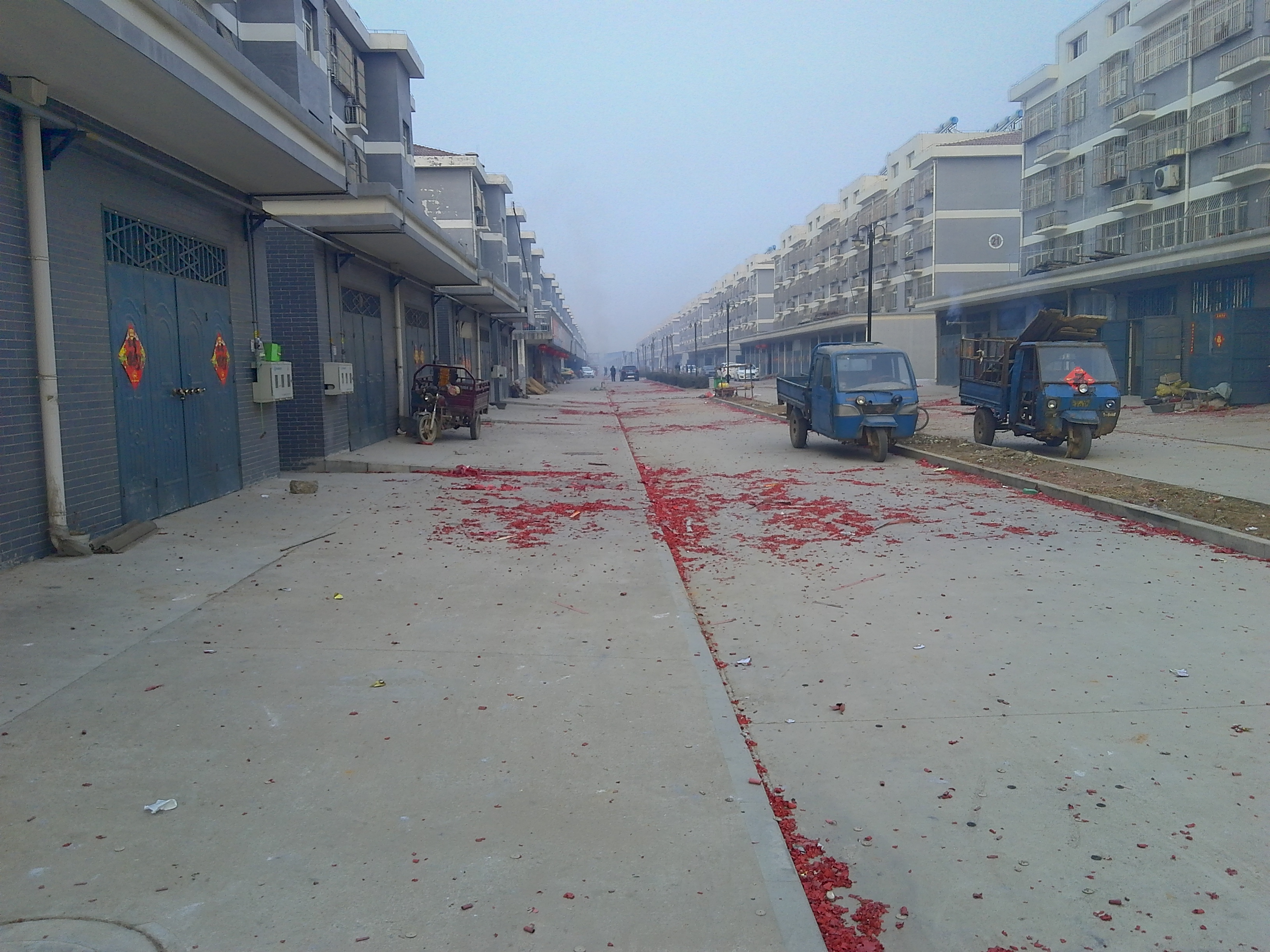

Bình Âm (tiếng Trung: 平阴县, Hán Việt: Bình Âm huyện) là một huyện của địa cấp thị Tế Nam, tỉnh Sơn Đông, Cộng hòa Nhân dân Trung Hoa. Huyện này có diện tích 827 km2, dân số năm 2001 là 360.000 người. Huyện Bình Âm được chia ra các đơn vị hành chính gồm 6 trấn và 1 hương.